# Stony Prairie
Stony Prairie és una concentració de població designada pel cens dels Estats Units a l'estat d'Ohio. Segons el cens del 2000 tenia 836 habitants.

## Demografia
Segons el cens del 2000, Stony Prairie tenia 836 habitants, 349 habitatges, i 233 famílies. La densitat de població era de 209,6 habitants per km².
Dels 349 habitatges en un 24,6% hi vivien nens de menys de 18 anys, en un 51,6% hi vivien parelles casades, en un 10,6% dones solteres, i en un 33% no eren unitats familiars. En el 28,7% dels habitatges hi vivien persones soles el 16,6% de les quals corresponia a persones de 65 anys o més que vivien soles. El nombre mitjà de persones vivint en cada habitatge era de 2,4 i el nombre mitjà de persones que vivien en cada família era de 2,95.
Per edats la població es repartia de la següent manera: un 22,7% tenia menys de 18 anys, un 7,9% entre 18 i 24, un 26,4% entre 25 i 44, un 22,5% de 45 a 60 i un 20,5% 65 anys o més.
L'edat mediana era de 41 anys. Per cada 100 dones de 18 o més anys hi havia 86,7 homes.
La renda mediana per habitatge era de 39.569 $ i la renda mediana per família de 46.346 $. Els homes tenien una renda mediana de 36.823 $ mentre que les dones 23.317 $. La renda per capita de la població era de 16.871 $. Aproximadament el 7,4% de les famílies i el 6,6% de la població estaven per davall del llindar de pobresa.

## Poblacions més properes
El següent diagrama mostra les poblacions més properes.